# Limnophora groenlandica
Limnophora groenlandica är en tvåvingeart som beskrevs av Malloch 1920. Limnophora groenlandica ingår i släktet Limnophora och familjen husflugor. Inga underarter finns listade i Catalogue of Life.